# سكوت برايس (سياسي)
سكوت برايس (بالإنجليزية: Scott Price)‏ هو سياسي أمريكي، ولد في 5 أغسطس 1962 في الولايات المتحدة. حزبياً، نشط في لاحزبي ‏ والحزب الجمهوري.